# 마테오 레테기
마테오 레테기(이탈리아어: Mateo Retegui, 1999년 4월 29일 ~ )는 아르헨티나에서 태어난 이탈리아의 축구 선수로, 현재 사우디 프로페셔널리그의 알카디시아에서 활약하고 있다. 포지션은 공격수이다.

## 국가대표 경력
- 2024 UEFA 유로

## 수상

### 개인
- 프리메라 디비시온 득점왕 : 2022
- 세리에 득점왕 : 2024-25
- 세리에 최우수 공격수[1] : 2024-25
- 세리에 시즌의 팀[1] : 2024-25
- 세리에 이 달의 선수 1회